# Korthårig kulhalsbock
Korthårig kulhalsbock (Acmaeops septentrionis) är en skalbaggsart som först beskrevs av Thomson C. G. 1866.  Korthårig kulhalsbock ingår i släktet Acmaeops och familjen långhorningar.
Artens utbredningsområde är:
- Frankrike.
- Ukraina.

Enligt den finländska rödlistan är arten nära hotad i Finland. Enligt den svenska rödlistan är arten nära hotad i Sverige. Arten förekommer på Gotland, Svealand, Nedre Norrland och Övre Norrland. Arten har tidigare förekommit i Götaland men är numera lokalt utdöd. Artens livsmiljö är moskogsbrandfält. Inga underarter finns listade i Catalogue of Life.

## Bildgalleri

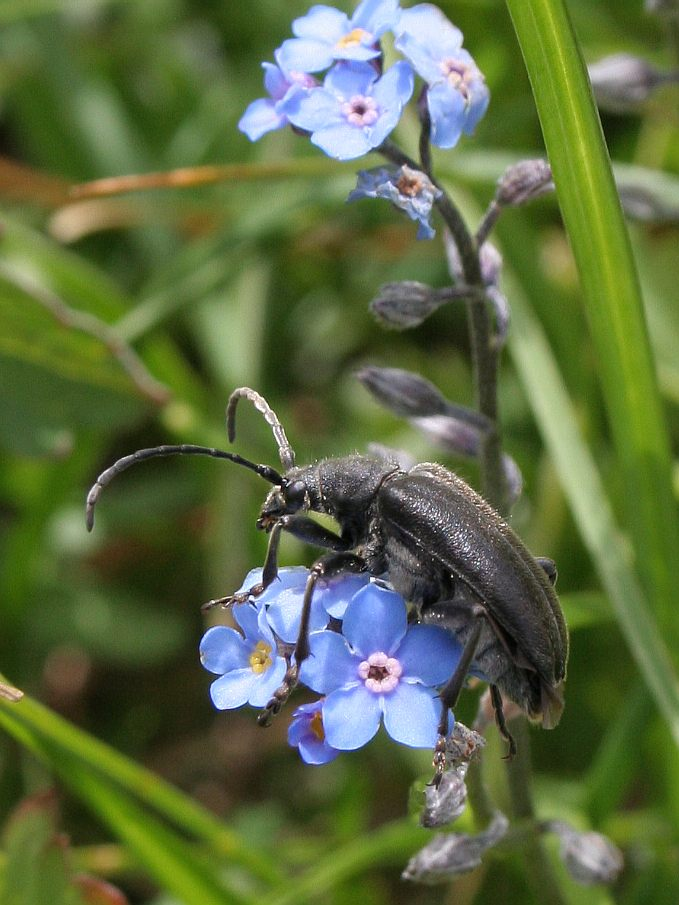